# Verordnung zur Anrechnung von strombasierten Kraftstoffen und mitverarbeiteten biogenen Ölen auf die Treibhausgasquote
Die Verordnung zur Anrechnung von strombasierten Kraftstoffen und mitverarbeiteten biogenen Ölen auf die Treibhausgasquote (37. BImSchV) regelt die Anrechnung von strombasierten Kraftstoffe und mitverarbeiteten biogenen
Öle auf die gesetzliche Verpflichtung zur Minderung der Treibhausgasemissionen nach § 37a Abs. 1 in Verbindung mit Abs. 4 des Bundes-Immissionsschutzgesetzes. Sie dient der Umsetzung der Richtlinie (EU) 2015/652 des Rates vom 20. April 2015 zur Festlegung von Berechnungsverfahren und Berichterstattungspflichten gemäß der Richtlinie 98/70/EG des Europäischen Parlaments und des Rates über die Qualität von Otto- und Dieselkraftstoffen.